# Chalencon
Chalencon är en kommun i departementet Ardèche i regionen Auvergne-Rhône-Alpes i sydöstra Frankrike. Kommunen ligger  i kantonen Vernoux-en-Vivarais som ligger i arrondissementet Tournon-sur-Rhône. År 2022 hade Chalencon 339 invånare.

## Befolkningsutveckling
Antalet invånare i kommunen Chalencon
Referens: INSEE